# Козина, Кирилл
Кирилл Козина (словен. Karol Kozine; 1925, Рибница (община, Словения), Королевство сербов, хорватов и словенцев — 28 мая 2004, Брюссель) — католический священник византийского обряда, митрофорный протопресвитер, словенец по национальности, участник «русского апостолата».

## Биография
Кирилл Козина родился в 1925 году в крестьянской семье в местности Рибница (словен. Ribnica) около Любляны в Королевстве сербов, хорватов и словенцев. В семье всего было пять братьев и две сестры. Родители назвали новорожденного Карлом, в честь святого миланского архиепископа Карло кардинала Борромео, Кириллом он стал позднее уже в Брюсселе, так как имя этого славянского просветителя более привычно и знакомо в русской культурно-религиозной среде. События Второй мировой войны отразились на семье Козины, члены которой были разбросаны. Два брата — убиты партизанами Иосипа Броз Тито, как противники коммунистов. Козина бежал в Италию.
По окончании Руссикума в Риме, 25 декабря 1953 года Кирилл Козина был рукоположён епископом Александром Евреиновым в сан священника.
Работал в русской эмигрантской среде во Франции, затем в 1954 — 1955 годах был воспитателем для русских мальчиков в интернате святого Георгия в Мёдоне, затем работал среди русских беженцев в Лионе, позже направлен в Триест. В 1963 году переведён в Брюссель, здесь в издательстве «Жизнь с Богом» он отвечал за хозяйство, материально-техническую часть издательства, помогал Ирине Михайловне Посновой в канцелярии, вел переписку и книжную экспедицию, помогал в совершении богослужений отцу Антонию Ильцу в домовом храме в честь Благовещения Пресвятой Богородицы при центре Восточно-христианский очаг издательства «Жизнь с Богом». Работал над журналом «Россия и Вселенская церковь».
Позже в Брюссель переехала сестра Козины — Францка, которая стала вести домашнее хозяйство.
В 1992 году награждён Орденом Леопольда II.
В 2000 году Козина, после ликвидации центра в Брюсселе, передал часть редакционного архива «Жизни с Богом», содержащего черновики и гранки публикаций, счета, обмен корреспонденцией с типографами, почтовые квитанции за пересылку, письма и бумаги частного характера, а также книжную коллекцию в составе книг из вспомогательного редакционного фонда и библиотеки имени Владимира Соловьёва при центре «Восточно-христианский очаг» в итальянский центр Христианская Россия в Сериате. Также частью этого архивного фонда являются материалы, связанные с радиопередачей «Мир и свет жизни», выходившей на частоте «Радио Монте-Карло».
25 декабря 2003 года отметил 50-летия своего священнического служения. Служил Литургию ежедневно.
До последнего момента поддерживал связь с католиками византийского обряда в России.

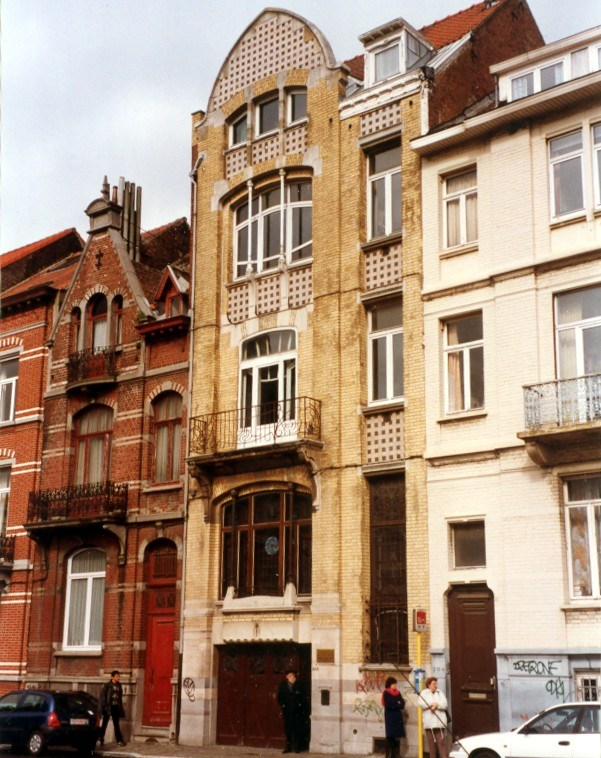
Здание «Жизни с Богом» в Брюсселе